# リグリア海
リグリア海（イタリア語:Mar Ligure、フランス語:Mer de Ligurie、リグリア語:Mâ Ligure、オック語:Mar Liguriana、コルシカ語:Mari liguru）は、地中海の一部を構成する海域。イタリア半島とコルシカ島に囲まれている。リグーリア海岸（リヴィエラ）は景勝地として知られる。

## 地理

### 範囲・接続海域

リグリア海の範囲のいくつかの定義。赤はIHOの定義。青はイタリア海軍水路機関の定義

国際水路機関（IHO）は、地中海の下位に8つの海域を定義しており、リグリア海はそのひとつである。国際水路機関の定義によれば、その境界は以下の各地点を結んだものである。

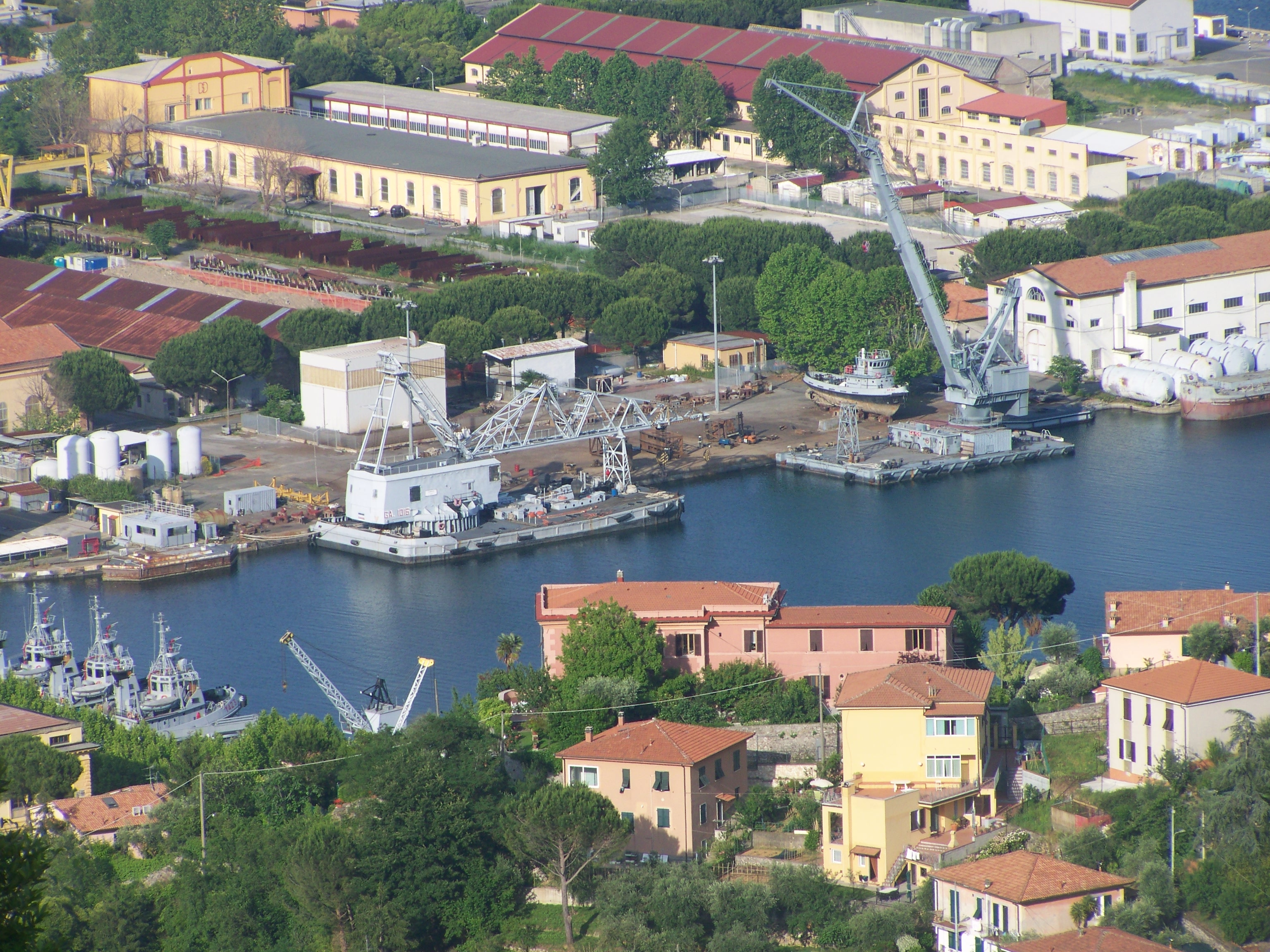
ラ・スペツィア

南西
コルシカ島北端のカップ・コルス（東経9度23分）と、フランス・イタリア国境（東経7度31分）を結ぶ線
南東
カップ・コルス（東経9度23分）からティネット島（北緯44度01分 西経9度51分 / 北緯44.017度 西経9.850度）、ティーノ島、パルマリア島を経て、イタリア本土のサンピエトロ岬（北緯44度03分 西経9度50分 / 北緯44.050度 西経9.833度）に至る線
北
リグーリア海岸
なお、イタリア海軍水路機関 (it:Istituto Idrografico della Marina) は、IHOよりも広い範囲をリグリア海（Mare Ligure）と定義している。これによれば、コルシカ島北岸、エルバ島北岸、トスカーナ州が面している海もリグリア海となる。
南東はティレニア海と接続する。IHOの定義によれば、サンピエトロ岬（ラ・スペーツィア県ポルトヴェーネレ）からその南方の諸島を経てコルシカ島のカップ・コルスを結んだ線がその境界である。イタリア海軍水路機関はトスカーナ州とコルシカ島の間のコルシカ海峡（幅約80km。エルバ島を境界に西側のみをコルシカ海峡と呼び、東側をピオンビーノ海峡と呼ぶこともある）を境界としている。
南西に接する海域についてIHOは定義を行っていないが、サルデーニャ海とも呼ばれる。

### 下位の海域
IHOのリグリア海の定義による。
- ジェノヴァ湾 (Gulf of Genoa)

## 沿岸

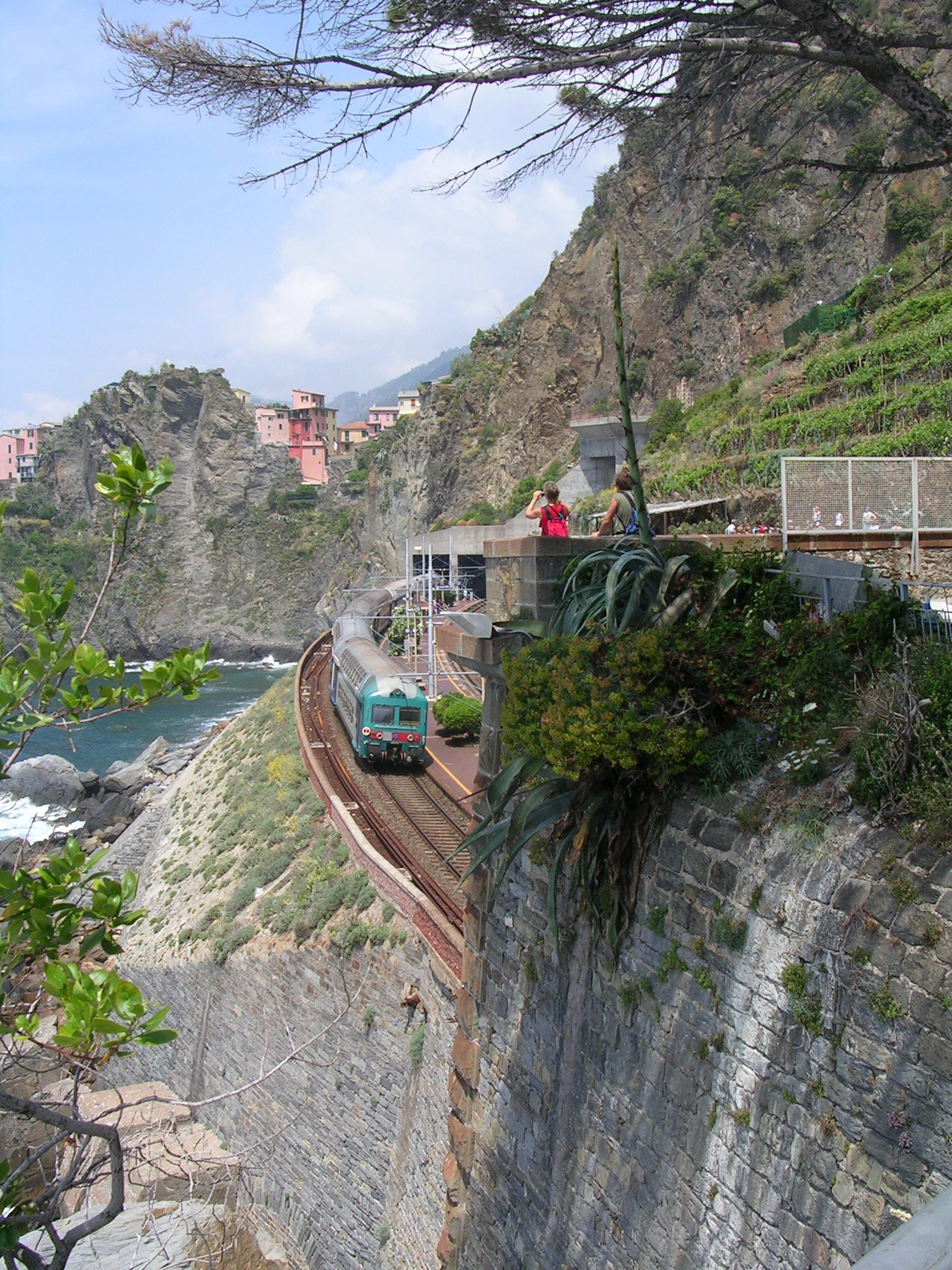
リグーリア海岸沿いを走る鉄道

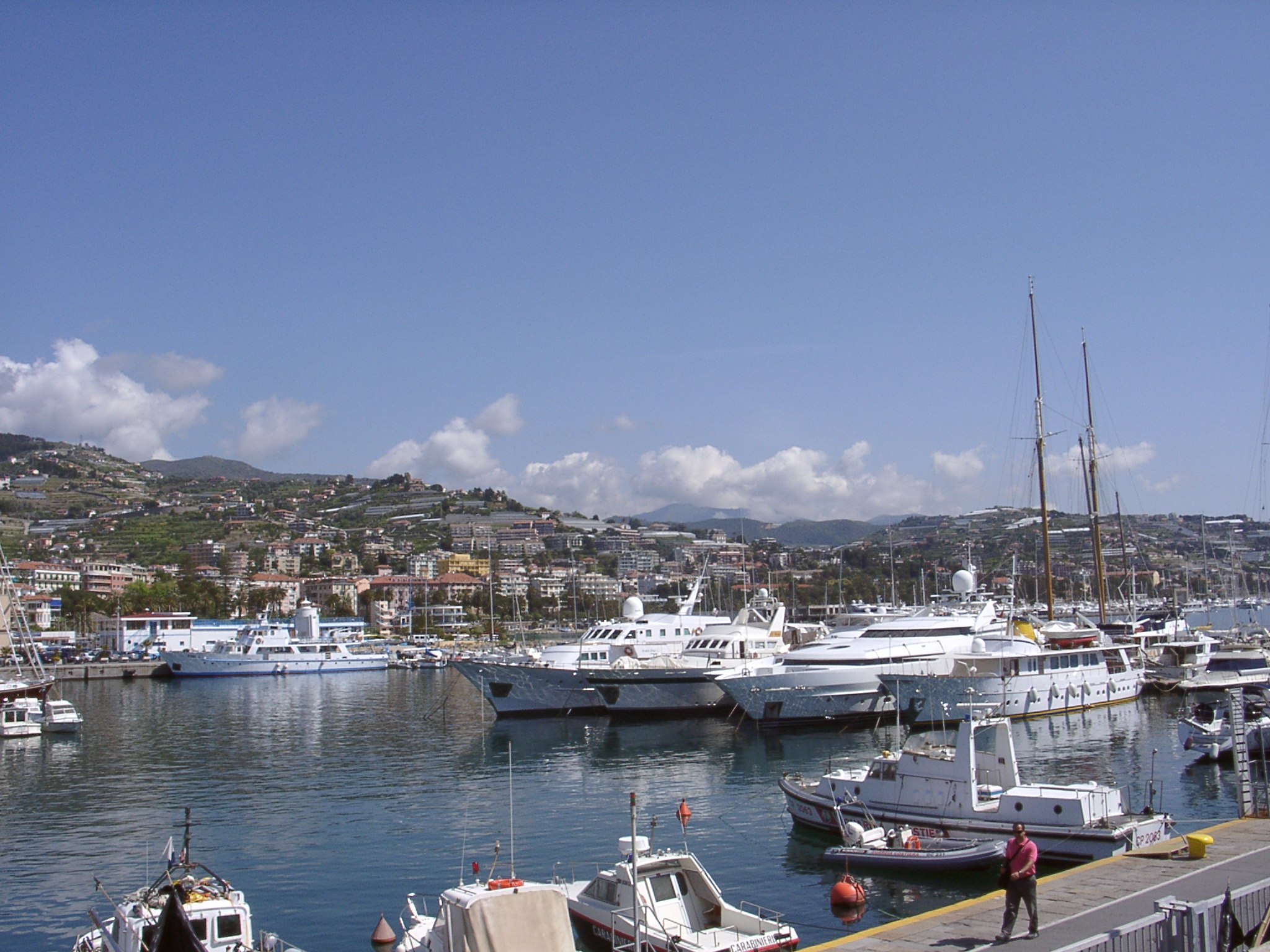
サンレーモ

北部のリグーリア海岸は景勝地として知られる。沿岸の都市はジェノヴァ、サンレーモなどがある。特に北西の海岸はコート・ダジュール地方に繋がる美しい景観を呈し、温暖な気候で有名である。
ジェノヴァ、ラ・スペツィア、リヴォルノなどの港は東部の岩がちな海岸沿いである。

### 沿岸の自治体
IHOによるリグリア海の定義による。
- イタリア
  - リグーリア州
    - インペリア県
    - サヴォーナ県
    - ジェノヴァ県
    - ラ・スペツィア県
- フランス
  - コルス地方公共団体
    - オート＝コルス県